# Rumfang
Rumfang er betegnelsen for størrelsen af det rum, som afgrænses af et 3-dimensionalt lukket legemes overflade. Sagt på en anden måde, er det hvor meget et objekt fylder i det 3 dimensionale rum. Dette kan bl.a. illustreres ved at nedsænke et lukket emne i vand, og derpå måle hvor meget vand det forskyder. I formler benyttes ofte betegnelsen V for rumfanget. V står for volumen, det latinske ord for skriftrulle.
Der findes mange forskellige enheder til angivelse af mål for rumfang. Mange af de ældre rumfangenheders omregningsfaktorer er forskellige fra land til land. SI-enheder med evt. tilhørende SI-præfiks er derimod ens overalt. Den afledte SI-enhed for rumfang er Kubikmeter, m³. Den kan have et SI-præfiks og se således ud: dm³. 1 dm³ = 1 l (Liter). 1 m³ = 1000 dm³.

## Ikke-SI-enheder i anvendelse i dag
- Registerton
- kubikfod (eng. cubic foot, cubic feet)
- kubik-yard (eng. cubic yard)

## Beregning af rumfang
Rumfanget af nogle geometriske figurer beregnes således:
| Figur              | Parametre                                                            | Formel for rumfang      |
| ------------------ | -------------------------------------------------------------------- | ----------------------- |
| Kasse              | l = længde b = bredde h = højde                                      | V = l·b·h               |
| Pyramide el. kegle | G = grundfladens areal h = højden                                    | V = 1/3·h·G             |
| Kugle              | r = radius                                                           | V = 4/3·π·r3            |
| Ellipsoide         | a og b halvakser med omdrejningsakse a                               | V = 4/3·π·ab²           |
| Cylinder           | r = radius h = højde                                                 | V = π·r²·h              |
| Cylinder           | d = diameter h = højde                                               | V = π·d2·h/4            |
| Keglestub          | h = højde r = radius i lille grundflade R = radius i stor grundflade | V = 1/3·π·h·(R²+r²+R·r) |

For uregelmæssige legemer må rumfanget beregnes ved brug af integration.

## Andre enheder
- Anker (0,03766 m³)
- Pægl (0,00024 m³)
- Pot (0,00097 m³) = 4 pægle
- Album (0,00145 m³)
- Kande (0,00193 m³)
- Ottingkar (0,00217 m³)
- Fjerdingkar (0,00435 m³)
- Viertel (0,00773 m³) = 8 potter = ¼ dansk kubikfod
- Otting (0,01642 m³)
- Skæppe (0,01740 m³)
- Bimpel (0,01883 m³)
- Kubikfod (0,03090 m³) = 32 potter
- Fjerding (0,03285 m³)
- Anker (0,03766 m³) = 39 potter
- Tønde tjære (ca. 0,116 m³)
- Tønde øl (0,13140 m³) = 136 potter
- Tønde korn (0,13920 m³)
- Ahm vin (0,15064 m³)
- Tønde kul (ca. 0,170 m³)
- Oksehoved (0,22596 m³) = 6 ankre
- Kubikalen (0,24720 m³) = 256 potter
- Kubikfavn
- Fad øl (0,26278 m³)
- Fad korn (0,26278 m³)
- Fad vin (0,90383 m³)
- Læster (ca. 1,24 m³)